# Boeing 2707
Il Boeing 2707 era un progetto di aereo da trasporto supersonico sviluppato dalla statunitense Boeing negli anni sessanta. In seguito all'aumento dei costi di sviluppo e all'incertezza del ritorno economico, il programma fu cancellato nel 1971 prima che i due prototipi fossero completati.

## Storia del progetto
In seguito all'annuncio del 1962 della cooperazione anglo-francese per la costruzione del Concorde e del lancio del programma sovietico per il Tupolev Tu-144, gli Stati Uniti si trovarono sprovvisti di un analogo programma per la realizzazione di un aereo da trasporto supersonico civile. Solo il 5 giugno del 1963, Kennedy diede il via al programma per lo sviluppo (finanziato al 75% dal Governo degli Stati Uniti) durante un discorso tenuto presso l'accademia della United States Air Force.

### Competizione
La Federal Aviation Administration (FAA) invitò le principali industrie aeronautiche a proporre, entro il 15 gennaio 1964, i loro progetti preliminari per questo nuovo tipo di velivolo da trasporto. La Boeing, la Lockheed e la North American Aviation presentarono ognuna una proposta preliminare, unitamente a quelle dei motori di Curtiss-Wright, General Electric e Pratt & Whitney. Il progetto della North American (che aveva molti punti in comune con il B-70) venne scartato dall'FAA quasi subito così come il motore della Curtiss-Wright, mentre i restanti partecipanti furono ammessi alla seconda fase della competizione. Nonostante non fosse ancora stato scelto un progetto, le compagnie aeree iniziarono subito a piazzare ordini per il nuovo velivolo.
La Boeing, per proprio conto, aveva già iniziato timidamente nel 1952 uno studio su aerei da trasporto supersonici, ma solo dal 1958 fu organizzato un gruppo stabile di ricerca all'interno dell'azienda che nel 1960 poteva contare su un budget annuale di 1 milione di dollari. Furono proposte diverse soluzioni, tutte sotto il nome di Model 733. La maggior parte dei progetti prevedeva l'impiego di un'ala a delta, ma, sulla scia del successo dell'ala a geometria variabile nel programma TFX (Tactical Fighter Experimental Program), fu deciso di privilegiare (con il Model 733-197) lo sviluppo di un aeroplano da 150 posti per rotte transatlantiche con ali a geometria variabile.
La Lockheed, con il suo CL-823 da 218 passeggeri, aveva scelto un approccio simile a quello del progetto Concorde di cui riprendeva la fusoliera affusolata, l'ala a delta (ma con alette canard) e le gondole motore installate sotto le ali (ma separate le une dalle altre). Il CL-823 non prevedeva alcun tipo di ipersostentatori, richiedendo una lunghezza di pista maggiore, motori con spinta più elevata e un conseguente maggior rumore al decollo.
In seguito alle successive modifiche delle prestazioni di progetto richieste dalla FAA, nel 1966 fu aperta la seconda fase della gara. Nel settembre 1966, la Boeing e la Lockheed presentarono alla FAA i mockup a grandezza naturale e i dettagli delle prestazioni dei loro modelli (rispettivamente Model 733-390 e L-2000). Dopo una attenta analisi dell'FAA, il 31 dicembre del 1966 venne dichiarato vincitore il progetto della Boeing, ritenendo quello della Lockheed più semplice da costruire e meno problematico, ma con prestazioni inferiori e impatto acustico maggiore.

### Sviluppo e fine del programma
In seguito all'emergere di problemi tecnici e aumenti dei costi di sviluppo, la Boeing fu costretta a rivedere sostanzialmente il progetto, eliminando le ali a geometria variabile e tornando a una configurazione più semplice. In aggiunta, le preoccupazioni dell'opinione pubblica nei confronti dell'impatto ambientale portarono il Congresso degli Stati Uniti a riconsiderare l'impegno finanziario nel progetto SST, con una prima bocciatura da parte del Senato nel marzo del 1971. Nonostante i contributi procacciati da un comitato che riuniva sindacati e industrie aeronautiche sorto per mantenere in vita il programma SST, il 20 maggio del 1971, la Camera dei rappresentanti ratificò la decisione del Senato, ponendo così fine al contributo governativo.
Prima della chiusura del progetto, il Boeing 2707 aveva raccolto 122 ordini da 26 compagnie aeree. I due prototipi non furono mai completati e, a causa della perdita dei contratti governativi e della flessione nel mercato dell'aviazione civile, la Boeing fu costretta a licenziare 60 000 dipendenti per evitare la chiusura dell'azienda.

## Tecnica

### Model 733
Sin dalle prime versioni del velivolo da trasporto supersonico studiato dalla Boeing, era prevista una configurazione con ali a geometria variabile, che avrebbe aumentato l'efficienza del velivolo alle basse velocità, dall'aspetto per certi versi simile a quello che sarebbe stato il futuro bombardiere supersonico Rockwell B-1 Lancer, con l'eccezione del posizionamento dei motori in gondole motore singole al posto della configurazione a motori accoppiati a due a due del Lancer. L'ala, le cui radici si estendevano quasi per tutta la lunghezza della fusoliera, era dotata di ipersostentatori sul bordo di attacco (slat) e di uscita (flap) che unitamente alla geometria variabile consentivano di decollare e salire con una minor spinta e, quindi, minor rumore. Data la velocità di crociera prevista in Mach 2,7 l'aereo avrebbe dovuto essere costruito facendo largo uso di acciaio o leghe di titanio per resistere alle alte temperature generate dall'attrito con l'aria.
Fu ben presto chiaro che la maggiore complessità dovuta ai meccanismi necessari alla variazione della geometria delle ali avrebbe comportato problemi di peso. Per avvicinarsi alle specifiche di progetto richieste dalla FAA che prevedevano una capacità di 250 passeggeri, la Boeing sviluppò, nel novembre del 1964, il Model 733-290. Questo, però, mostrava problemi di surriscaldamento del piano di coda (se installato sullo stesso piano dei motori) o di instabilità longitudinale (se installato a T, con lo stabilizzatore montato sopra la deriva). Nella versione successiva, Model 733-390, venne mantenuto basso il piano di coda e inarcata leggermente la fusoliera, con gambe del carrello più lunghe e gondole motore modellate con la parte posteriore diretta leggermente verso l'alto e la capacità fu portata a 300 posti.

### Boeing 2707
Nella versione 2707-100 presentata all'FAA nel 1966 per la seconda fase della competizione con la Lockheed, i motori furono spostati sotto la coda, in modo da evitare che i loro gas di scarico investissero il piano orizzontale. Nella configurazione supersonica, le ali si ripiegavano all'indietro unendosi alla coda in modo da formare un'unica ala a delta. Fu introdotto anche un caratteristico muso che in fase di atterraggio e decollo poteva essere inclinato in due pezzi in modo da favorire la visuale dei piloti e mantenere allo stesso tempo una sufficiente distanza da terra durante il rullaggio.
Il mockup presentato all'FAA aveva una capacità di 277 passeggeri (di cui 30 in prima classe) disposti in file da sette posti (2-3-2) lungo quasi tutta la cabina.
Per risolvere i problemi di stabilità longitudinale, furono aggiunte, nella versione 2707-200 due alette canard che compensavano l'assenza del piano di coda orizzontale. L'aumento di peso, però, dovuto all'aggiunta di queste superfici di controllo e ai complessi meccanismi per la geometria variabile delle ali, furono oggetto di una verifica da parte dei tecnici della FAA (iniziata il 15 gennaio 1968) che ritennero le modifiche introdotte peggiorative nell'autonomia e nel carico utile del velivolo, allontanandolo, di fatto dagli obiettivi del programma SST. Il 29 marzo del 1968, la FAA impose alla Boeing di fornire, entro il 15 gennaio 1969, un nuovo progetto in grado di soddisfare i requisiti richiesti.

#### 2707-300
Nell'ottobre del 1968 la Boeing fu costretta a rinunciare all'ala a geometria variabile a causa degli insormontabili problemi tecnici. La nuova versione, chiamata 2707-300, tornava a una più tradizionale ala a doppio delta fissa e coda convenzionale con una capacità ridotta a 234 passeggeri disposti in file da cinque sedili (3-2) lungo la maggior parte della cabina. I quattro motori furono riportati sotto le ali che a loro volta contenevano il cherosene JP-4 per il loro funzionamento. L'introduzione di sistemi automatici di controllo per la stabilità longitudinale portò a una riduzione della lunghezza della fusoliera e del piano verticale di coda con conseguente risparmio del peso e aumento dell'autonomia, anche se al prezzo di un maggior costo dei sistemi di controllo e dell'avionica (stimati essere all'epoca circa il doppio di quelli di un 747).
Le principali strutture della fusoliera e delle ali erano costruite in 6Al-4V, una lega di titanio contenente il 6% di alluminio, il 4% di vanadio, lo 0,25% di ferro e lo 0,2% di ossigeno. I bordi di uscita delle ali in corrispondenza dei motori erano invece in acciaio resistente alle alte temperature.
Le prese d'aria dei motori erano di tipo assialsimmetrico con una spina centrale in grado di adattare la geometria della presa d'aria alla velocità di volo scorrendo avanti e indietro in maniera coordinata a un sistema di paratie interne poste a valle della sezione di gola. Un sistema di controllo dello strato limite era installato nella presa d'aria in modo da regolare al meglio l'interazione tra le onde d'urto e lo strato limite, aumentare la stabilità del flusso di aria e il rendimento del processo di diffusione.
Nel settembre del 1969 iniziò la costruzione di due prototipi e del modello a grandezza naturale, con un ritardo di due anni sulla tabella di marcia iniziale, ma in seguito al ritiro del finanziamento da parte del Governo degli Stati Uniti, il progetto fu cancellato nel maggio del 1971.
Il modello in scala naturale nella configurazione finale fu esposto presso lo SST Aviation Exhibit Center a Kissimmee in Florida dal 1973 al 1981. La parte anteriore della fusoliera è conservata presso lo Hiller Aviation Museum in California.

## Esemplari ordinati
Prima della cessazione del progetto, erano stati piazzati ordini per 122 esemplari di Boeing 2707 da 26 compagnie aeree.
- Aer Lingus (2)
- Aeronaves de México (2)
- Air France (6)
- Air India (3)
- Alitalia (6)
- American Airlines (6)
- BOAC (6)
- Braniff Airways (2)
- Canadian Pacific (3)
- Continental Airlines (3)
- Delta (3)
- Eastern (3)
- El Al (2)
- Iberia (3)
- Japan Airlines (5)
- KLM (3)
- Lufthansa (3)
- Northwest Airlines (4)
- Pakistan International Airlines (2)
- Pan American World Airways (15)
- Qantas (6)
- Trans America (2)
- Trans World Airlines (10)
- United Airlines (6)
- World Airways (3)

## Velivoli comparabili
Francia-Regno Unito
- Concorde

 Stati Uniti
- Lockheed L-2000

 Unione Sovietica
- Tupolev Tu-144
- Tupolev Tu-444